# Kim Young-gwon
Kim Young-gwon (en coreano: 김영권, Jeonju, Jeolla del Norte, 27 de febrero de 1990) es un futbolista surcoreano que juega como defensor en el Ulsan HD F. C. de la K League 1.

## Trayectoria
En enero de 2010 se unió al club F. C. Tokyo, el 20 de marzo de 2010, hizo su debut en un partido de liga contra el Gamba Osaka. Marcó su primer gol en un libre directo el 6 de junio de 2010 en la Copa J. League contra Kyoto Sanga. Kim jugó 23 partidos de liga para el F. C. Tokyo en la temporada 2010, sin embargo, el club descendió a la segunda división al terminar en el puesto 16 de la liga. Kim fue transferido al Omiya Ardija el 31 de diciembre de 2010. El 2 de julio de 2012, Kim fue transferido al Guangzhou Evergrande en un contrato de cuatro años con una cuota de 2,5 millones de dólares. Hizo su debut con el Guangzhou Evergrande el 22 de agosto, en el partido de ida de semifinales en el que Guangzhou venció a Liaoning Whowin por 1-0 en el Estadio Tianhe. Su primer partido en la Liga de China fue 3 días después, en un empate 0-0 de local contra el Tianjin Teda. Disputó la ida y la vuelta de los cuartos de final de la Liga de Campeones de la AFC 2012 contra Al-Ittihad, perdiendo en el global por 5 a 4. Ganó la Superliga de China y FA Cup de China en la temporada 2012. El 20 de abril de 2013, Kim anotó su primer gol en la liga en un partido contra Changchun Yatai, que acabó con una victoria por 6-1 a favor del Guangzhou Evergrande. En julio del 2016 logró alzarse con la Copa de China por primera vez.

## Selección nacional
Kim fue el defensor central de su seleccionado para la Copa Mundial de Fútbol Sub-20 de 2009, anotó un gol en el último partido del grupo contra Estados Unidos, lo que resultó en que Corea del Sur avanzara a los octavos de final, venciendo allí a Paraguay por 3 a 0, pero caerían en cuartos ante Ghana por 3 a 2. Ganó la medalla de bronce con Corea del Sur en los Juegos Asiáticos de 2010. Durante los Juegos Olímpicos de Londres 2012, Kim jugó de defensor para Corea del Sur, que avanzó a semifinales de dicho torneo por primera vez y, finalmente, ganó la medalla de bronce, volviéndose así la primera medalla olímpica en la historia futbolística de Corea.
El 8 de mayo de 2014 el entrenador Hong Myung-bo lo incluyó en la lista final de 23 jugadores para competir en la Copa Mundial de Fútbol de 2014.
En la Copa Mundial de Fútbol de 2018 disputada en Rusia, fue titular indiscutido y marcó el primer gol en la victoria por 2 a 0 sobre Alemania, aunque no les alcanzó para superar la fase de grupos.

### Participaciones en Copas del Mundo
| Mundial                        | Sede   | Resultado        | Partidos | Goles |
| ------------------------------ | ------ | ---------------- | -------- | ----- |
| Copa Mundial de Fútbol de 2014 | Brasil | Fase de grupos   | 3        | 0     |
| Copa Mundial de Fútbol de 2018 | Rusia  | Fase de grupos   | 3        | 1     |
| Copa Mundial de Fútbol de 2022 | Catar  | Octavos de final | 3        | 1     |

### Goles internacionales
Actualizado el 5 de septiembre de 2024
| # | Fecha                  | Lugar                                            | Oponente     | Gol | Resultado | Competición                                |
| - | ---------------------- | ------------------------------------------------ | ------------ | --- | --------- | ------------------------------------------ |
| 1 | 3 de junio de 2011     | Estadio Mundialista de Seúl, Seúl, Corea del Sur | Serbia       | 2–0 | 2–1       | Amistoso                                   |
| 2 | 26 de enero de 2015    | Stadium Australia, Sídney, Australia             | Irak         | 2–0 | 2–0       | Copa Asiática 2015                         |
| 3 | 27 de junio de 2018    | Kazán Arena, Kazán, Rusia                        | Alemania     | 1–0 | 2–0       | Copa Mundial de 2018                       |
| 4 | 5 de junio de 2021     | Estadio de Goyang, Goyang, Corea del Sur         | Turkmenistán | 3–0 | 5–0       | Clasificación para la Copa Mundial de 2022 |
| 5 | 24 de marzo de 2022    | Estadio Mundialista de Seúl, Seúl, Corea del Sur | Irán         | 2–0 | 2–0       | Clasificación para la Copa Mundial de 2022 |
| 6 | 14 de junio de 2022    | Estadio Mundialista de Seúl, Seúl, Corea del Sur | Egipto       | 2–0 | 4–1       | Amistoso                                   |
| 7 | 2 de diciembre de 2022 | Estadio Ciudad de la Educación, Rayán, Catar     | Portugal     | 1–1 | 2–1       | Copa Mundial de 2022                       |

## Estadísticas
Actualizadas al 27 de enero de 2019
| Club         | Club                 | Club                 | Liga  | Liga  | Copa               | Copa               | Copa de la liga | Copa de la liga | Copa Internacional | Copa Internacional | Amistosos  | Amistosos  | Total | Total |
| Temporada    | Club                 | Liga                 | Part. | Goles | Part.              | Goles              | Part.           | Goles           | Part.              | Goles              | Part.      | Goles      | Part. | Goles |
| Japón        | Japón                | Japón                | Liga  | Liga  | Copa del Emperador | Copa del Emperador | Copa de la Liga | Copa de la Liga | Asia               | Asia               | Otros      | Otros      | Total | Total |
| ------------ | -------------------- | -------------------- | ----- | ----- | ------------------ | ------------------ | --------------- | --------------- | ------------------ | ------------------ | ---------- | ---------- | ----- | ----- |
| 2010         | F.C. Tokyo           | J. League Division 1 | 23    | 0     | 2                  | 0                  | 6               | 1               | -                  | -                  | -          | -          | 31    | 1     |
| 2011         | Omiya Ardija         | J. League Division 1 | 27    | 0     | 0                  | 0                  | 2               | 1               | -                  | -                  | -          | -          | 29    | 1     |
| 2012         | Omiya Ardija         | J. League Division 1 | 13    | 0     | 0                  | 0                  | 3               | 1               | -                  | -                  | -          | -          | 16    | 1     |
| China        | China                | China                | Liga  | Liga  | FA Cup             | FA Cup             | SLC             | SLC             | Asia               | Asia               | Amistosos1 | Amistosos1 | Total | Total |
| 2012         | Guangzhou Evergrande | Super Liga China     | 7     | 0     | 4                  | 0                  | -               | -               | 2                  | 0                  | -          | -          | 13    | 0     |
| 2013         | Guangzhou Evergrande | Super Liga China     | 26    | 2     | 4                  | 0                  | -               | -               | 14                 | 0                  | 4          | 0          | 48    | 2     |
| 2014         | Guangzhou Evergrande | Super Liga China     | 16    | 1     | 0                  | 0                  | -               | -               | 9                  | 0                  | 0          | 0          | 25    | 1     |
| 2015         | Guangzhou Evergrande | Super Liga China     | 18    | 0     | 0                  | 0                  | -               | -               | 11                 | 0                  | 3          | 0          | 32    | 0     |
| 2016         | Guangzhou Evergrande | Super Liga China     | 15    | 0     | 2                  | 0                  | -               | -               | 4                  | 0                  | 1          | 0          | 22    | 0     |
| 2017         | Guangzhou Evergrande | Super Liga China     | 4     | 0     | 5                  | 0                  | -               | -               | 2                  | 0                  | 0          | 0          | 11    | 0     |
| 2018         | Guangzhou Evergrande | Super Liga China     | 5     | 0     | 0                  | 0                  | -               | -               | 8                  | 0                  | 0          | 0          | 13    | 0     |
| Japón        | Japón                | Japón                | Liga  | Liga  | Copa del Emperador | Copa del Emperador | Copa de la Liga | Copa de la Liga | Asia               | Asia               | Otros      | Otros      | Total | Total |
| 2019         | Gamba Osaka          | J1 League            | 0     | 0     | 0                  | 0                  | 0               | 0               | -                  | -                  | -          | -          | 0     | 0     |
| Total        | Japón                | Japón                | 63    | 0     | 2                  | 0                  | 11              | 3               | 0                  | 0                  | -          | -          | 76    | 3     |
| Total        | China RP             | China RP             | 91    | 3     | 15                 | 0                  | 0               | 0               | 50                 | 0                  | 8          | 0          | 164   | 3     |
| Career total | Career total         | Career total         | 154   | 3     | 17                 | 0                  | 11              | 3               | 50                 | 0                  | 8          | 0          | 240   | 6     |

1Otros torneos incluye Supercopa de China y Copa Mundial de la FIFA

## Palmarés

### Títulos nacionales
| Título             | Club                 | País          | Año  |
| ------------------ | -------------------- | ------------- | ---- |
| Superliga de China | Guangzhou Evergrande | China         | 2012 |
| Copa de China      | Guangzhou Evergrande | China         | 2012 |
| Superliga de China | Guangzhou Evergrande | China         | 2013 |
| Superliga de China | Guangzhou Evergrande | China         | 2014 |
| Superliga de China | Guangzhou Evergrande | China         | 2015 |
| Supercopa de China | Guangzhou Evergrande | China         | 2016 |
| Superliga de China | Guangzhou Evergrande | China         | 2016 |
| Copa de China      | Guangzhou Evergrande | China         | 2016 |
| Superliga de China | Guangzhou Evergrande | China         | 2017 |
| K League 1         | Ulsan Hyundai F. C.  | Corea del Sur | 2022 |
| K League 1         | Ulsan Hyundai F. C.  | Corea del Sur | 2023 |
| K League 1         | Ulsan HD F. C.       | Corea del Sur | 2024 |

### Títulos internacionales
| Título                                | Club (*)             | Sede            | Año  |
| ------------------------------------- | -------------------- | --------------- | ---- |
| Liga de Campeones de la AFC           | Guangzhou Evergrande | Seúl Guangzhou  | 2013 |
| Campeonato de Fútbol de Asia Oriental | Corea del Sur        | China           | 2015 |
| Liga de Campeones de la AFC           | Guangzhou Evergrande | Dubái Guangzhou | 2015 |
| Campeonato de Fútbol de Asia Oriental | Corea del Sur        | Corea del Sur   | 2019 |

(*) Incluyendo la selección.

## Vida personal
Se casó en 2014 con Park Se-jin, con quien tiene una hija y dos hijos.